# 오마키 후지오
오마키 후지오(大牧冨士夫, 1928년 ~ 2021년 1월 15일)는 일본의 문학·향토사 연구자, 소설가이다.
기후현 도쿠야마촌에서 태어나 육군 소년통신병 학교를 다녔다. 종전 후에는 기후 대학를 졸업하고 기후시에서 기자를 했다. 1963년 고향인 도쿠야마촌으로 돌아가 교사를 하며 문학과 향토사를 연구했다. 1985년 도쿠야마 댐 건설로 수몰될 예정에 놓인 마을을 떠난 뒤에도 활동을 계속했다.
2021년 코로나19로 사망하였다.